# Malerschule (Kunstgeschichte)
Der Begriff Malerschule wird in der Kunstgeschichte verwendet, um Maler einer bestimmten Zeitperiode und Region zusammenzufassen, die dem gleichen Kunststil folgen oder einem bestimmten Milieu entstammen. Der Begriff kam vor allem in den Anfängen der Kunstgeschichte auf, wie z. B. Düsseldorfer Malerschule oder Kölner Malerschule. Im Kunst-Blatt 1828 hieß es dazu: „Wir verstehen, von Alters her, unter diesem Worte, in seiner Beziehung auf Maler und Bilder, daß diejenigen von einer Schule sind, die einen gewissen Charakter und Typus von selbst gemeinschaftlich haben.“

## Abgrenzung zu Werkstatt
Neben dem Terminus Malerschule wird in der Kunstgeschichte der Begriff Werkstatt als Begriff einer Gruppierung von Malern verwendet, um die meist namentlich nicht bekannten Mitarbeiter oder Schüler und direkten Nachfolger eines bestimmten Lehrmeisters und Malers zusammenzufassen. Wie im Fall der Wenzelswerkstatt wird der Begriff auch genutzt, um anonym gebliebene Künstler und Kunsthandwerker zusammenzufassen, die gemeinsam und gleichzeitig zu arbeiten scheinen, z. B. in einem Skriptorium. Dabei ist, wie am Beispiel der Werkstatt von Athen 894 zu sehen, auch der Begriff Werkstatt kunstgeschichtlich nicht fest definiert.

## Abgrenzung zu Künstlervereinigungen
Malerschule oder Werkstatt sind zu unterscheiden von Künstlervereinigungen, in denen sich die Künstler bewusst und oft offiziell zusammengeschlossen haben, um eine Kunstrichtung zu repräsentieren wie z. B. die Dresdner Sezession oder American Abstract Artists.

## Liste von Malerschulen als kunstgeschichtlicher Begriff
Es werden in der Kunstgeschichte zum Beispiel folgende Malerschulen genannt.
- Ada-Gruppe (Hofschule Karls des Großen)
- Schule von Avignon
- Schule von Barbizon
- École de Berck
- Beuroner Kunstschule
- Schule vom Bidasoa
- Böhmische Malerschule
- Bologneser Schule
- Bostoner Schule
- Donauschule
- Düsseldorfer Malerschule
- Schule von Ferrara (auch: Ferrareser Schule)
- Schule von Fontainebleau
- Genueser Schule
- Haager Schule
- Hudson River School
- Schule der Klever Romantik
- Kölner Malerschule
- Larener Schule
- Latemse School
- Leipziger Schule
- Memminger Schule
- Münchner Schule
- Neapolitanische Schule
- Schule von Olot
- École de Paris
- Schule von Pont-Aven
- École de Rouen
- Reichenauer Schule
- Schule von Siena
- Schule von Tarnowo
- Umbrische Schule
- Ulmer Schule
- Venezianische Schule
- Weimarer Malerschule
- Zürcher Schule der Konkreten

- Landschaftsmalereischulen

## Abgrenzung zu Bildungseinrichtungen
Wie im Falle der Düsseldorfer Malerschule kann Malerschule eine strukturierte Bildungseinrichtung bezeichnen.

## Abgrenzung zu Schule als Nachfolge des neuen Stils eines einzelnen Meisters
Ohne regionalen Zusatz wie z. B. Schule von Rubens oder Rembrandtschule kann in der Kunstgeschichte auch eine Strömung oder bestimmte Malweise beschrieben werden, in der Künstler unter Einfluss der Bilder eines stilbildenden einzelnen Meisters arbeiten. Sie verpflichteten sich dessen Stil, oft ohne je von diesem Meister direkt unterrichtet worden zu sein. Ihre eigenen Bilder stehen aber dem Stil des berühmteren Vorläufers sehr nahe und zeigen die Anerkennung, die sie selbst diesem Meister durch ihre Nachahmung und Anpassung schenken.